# Gendarmería

Escudo de la Gendarmería Nacional Argentina.

Escudo de la Policía Militar de Brasil.

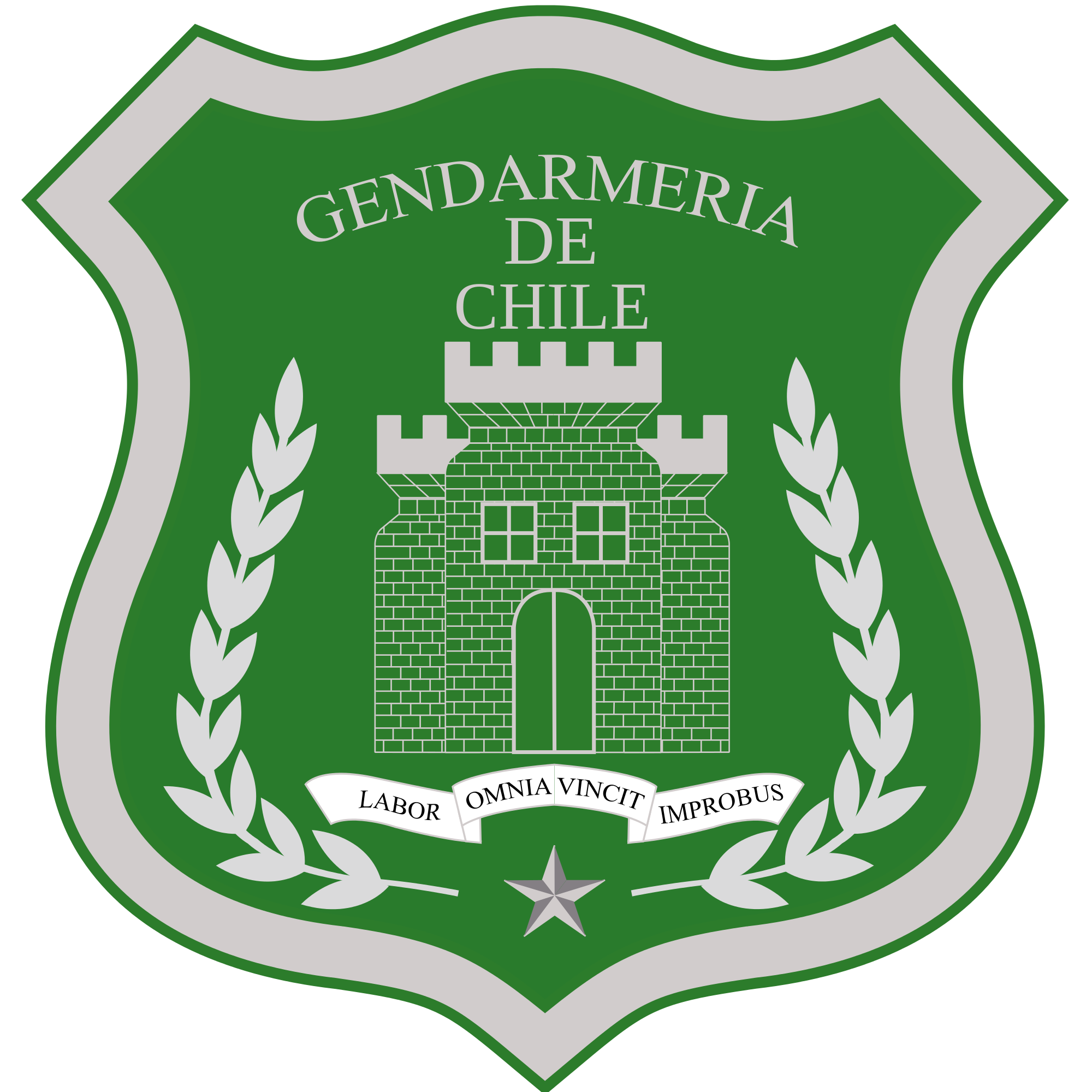
Escudo de la Gendarmería de Chile.

Escudo de la Guardia Civil de España.

La gendarmería es un cuerpo militarizado que cumple las funciones de policía o, en sus orígenes, como cuerpo de seguridad en las pequeñas poblaciones. Etimológicamente deriva de la palabra francesa gendarmerie, que a su vez viene de la expresión en francés antiguo gens d'armes (gente de armas).

## Historia
Gendarmería es el nombre que en su origen se aplicaba en Francia a toda tropa de "gentes de armas" que el señor feudal conducía a la guerra, pero bajo Carlos VIII, en 1439, designó especialmente unas compañías de gendarmes que fueron la base de los ejércitos permanentes. En España en 1476 se creó la Santa Hermandad, un cuerpo de seguridad destinado básicamente a perseguir a los bandidos que hostigaban los caminos rurales en los pueblos. 
El gendarme iba armado con todas las piezas y tenía a sus órdenes un escudero, un paje y muchos arqueros, componiendo el todo la unidad llamada lanza. Cada compañía contaba con 100 lanzas. Los gendarmes debían ser nobles. Recibían un sueldo a cargo de las comunas o concejos y estaban repartidos en puestos por todo el reino. Con el progreso de las armas de fuego, la gendarmería disminuyó en importancia y fue licenciada por Luis XVI.

## En la actualidad
Cabe destacar que hay multitud de cuerpos de seguridad de distintos estados que conservan el nombre de gendarmes por tradición, ya que ya no siempre se corresponden con una fuerza de combate propiamente dicha ante una eventual guerra. Aunque en determinados casos, estos cuerpos armados mantienen su estructura como policía militar y, a veces, como fuerzas de seguridad disponibles para cooperar combatiendo en conjunto con los Ejércitos regulares en situaciones de extrema necesidad.
Fuerzas que tuvieron su origen en este concepto, en algunos casos con otro nombre: la Gendarmería Nacional (Gendarmerie nationale) y la Guardia Nacional (Garde nationale) de Francia, Guardia Civil española, Gendarmería Nacional Argentina, la Policía Militar de Brasil, Arma de Carabineros (Arma dei Carabinieri) de Italia, los Carabineros de Chile, la Guardia Nacional de México, la Policía Montada del Canadá (Royal Canadian Mounted Police en inglés y Gendarmerie royale du Canada en francés), la Guarda Nacional Republicana de Portugal, la Gendarmería de la Ciudad del Vaticano, la Policía Nacional de Colombia, entre otros.
En el pasado también existieron otros cuerpos militarizados hoy en día desaparecidos, como es el caso el Cuerpo de Carabineros y el Cuerpo de Policía Armada y de Tráfico en España, la Gendarmería real húngara, o la antigua Guardia Republicana del Perú y la Guardia Civil del Perú.
Una excepción la constituye la Gendarmería de Chile, ya que cumple las funciones de ser un cuerpo armado militar penitenciario a cargo de la seguridad de las prisiones, el resguardo de los tribunales de justicia, y que además investiga policialmente delitos cometidos al interior de cárceles mediante el Departamento de Investigación Criminal (DICRIM)

. Siendo Carabineros de Chile quien cumple la función de policía de calles y carreteras. 
En 2013 se anunció en México la nueva Gendarmería Nacional, y en agosto de 2014 inició sus operaciones con 5,000 efectivos.[cita requerida]